# Кадзагумо (1942)
Кадзагумо (яп. 風雲 Кадзагумо, Облака, гонимые ветром) — Японский эсминец типа «Югумо».
Заложен на Верфи Uraga Dock, Токио. Спущен 26 сентября 1941 года, вошёл в строй 18 марта 1942 года. Участвовал в боях за Гуадалканал, Алеутские о-ва, в сражении у Велья-Лавелья и в заливе Императрицы Августы. 8 июня 1944 года потоплен в заливе Давао американской подводной лодкой «Hake» в точке 06°03′ с. ш. 124°57′ в. д..